# M1200 Armored Knight
M1200 Armored Knight — броньована машина, яка використовується передовими спостерігачами в армії США для точного наведення цілей. Машина була прийнята на озброєння Армії США в 2008 році.

## Дизайн
Бронемашина M1200 була розроблена для забезпечення покращеного захисту групам вогневої підтримки, які виконують цільові завдання в умовах високої загрози.
M1200 це колісні броньовані машини, розроблені на базі M1117, які використовуються для наведення високоточних боєприпасів і артилерійського вогню. M1200 оснащені лазерним цілевказівником, лазерним далекоміром, GPS, а також радіостанціями та комп'ютерам, що приймають дані про місцезнаходження цілі та передають їх віддаленим артилерійським підрозділам або бомбардувальникам в повітрі.